# Landari
Landari (... – 671?) è stato un duca longobardo, duca del Friuli nel 671.
Scarsissime le informazioni sul suo conto; Paolo Diacono, nella sua Historia Langobardorum, ne indica soltanto l'ordine di successione.
Gli successe Rodoaldo.